# 오이치촌 (효고현)
오이치촌(太市村)은 효고현 이보군에 설치되었던 촌이다. 현재의 히메지시에 해당한다.